# Adolf Mas Ginestà

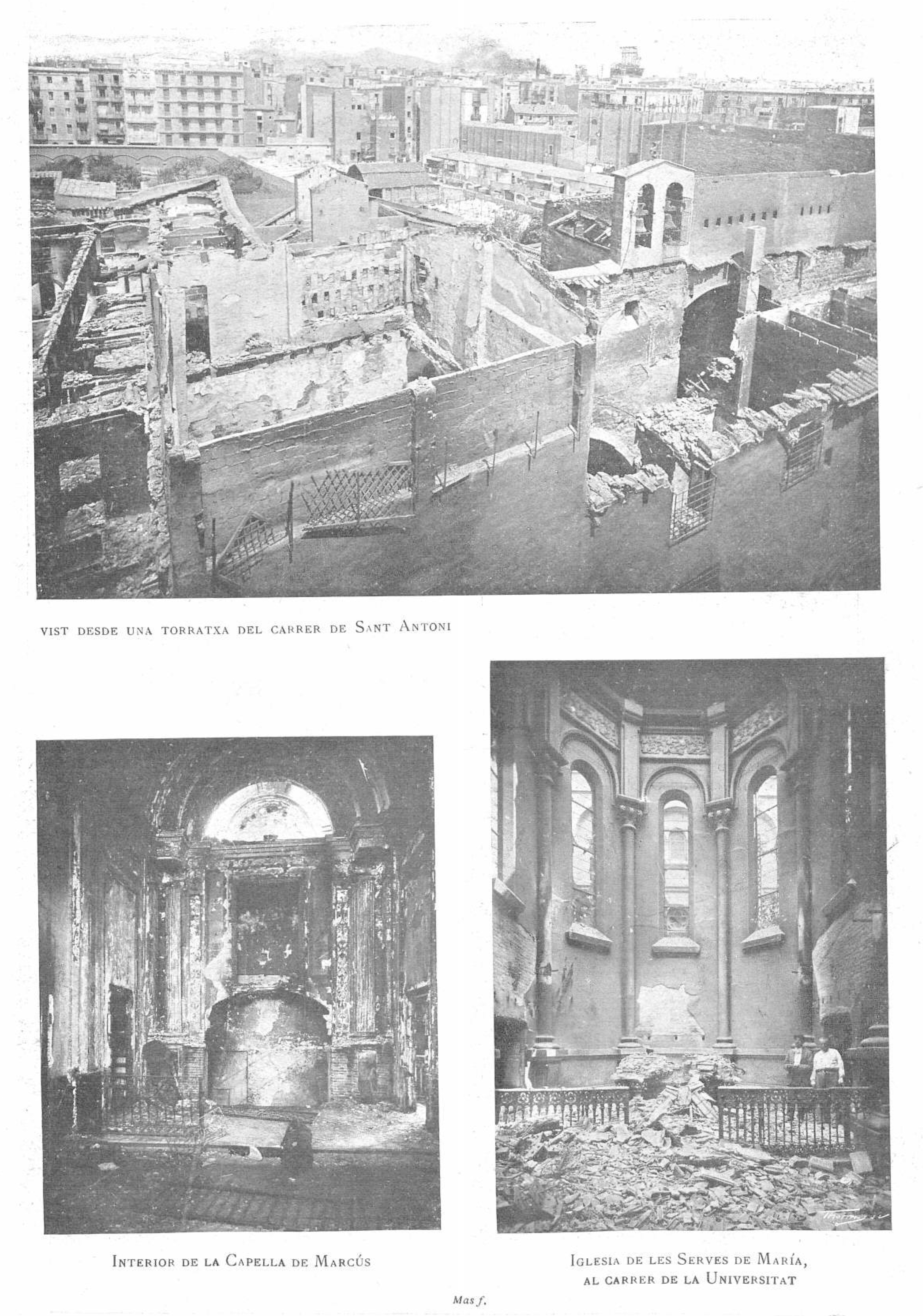
Fotografie budov poškozených během Tragického týdne, publikovaných v La Ilustració Catalana

Adolf Mas Ginestà (1860 nebo 1861, Solsona, Lérida – 1. prosince 1936, Barcelona) byl španělský modernistický fotograf.

## Životopis
Studoval právo a v roce 1886 se v Barceloně etabloval jako fotograf. Fotografickou práci vykonával v oblasti umění, architektury, archeologie a krajiny. Pracoval na zakázkách jak pro veřejnou správu, tak pro jednotlivce. V důsledku toho shromáždil velké množství negativů na skleněných deskách, které tvořily páteř fotografického archivu velkého významu, známý jako Arxiu Mas (Archiv Mas).
Jeho fotografie tvoří rozsáhlou dokumentaci o modernismu, protože většina jeho prací se týká exteriérů a interiérů budov a uměleckých děl z tohoto uměleckého hnutí, ale také fotografoval pro umělce jako byli například Antoni Gaudí, Lluís Domènech i Montaner, Josep Puig i Cadafalch, Enric Sagnier, Rafael Masó i Valentí, Francesc Vidal i Jevelli, Alexandre de Riquer, Joaquim Vancells, Gaspar Homar o Joan Busquets i Jané a účastnil se také modernistických setkání v kavárně Els Quatre Gats.
Jedna z jeho nejznámějších zpráv byla podána v roce 1909 během tragického týdne v Barceloně.
Udržoval také blízký vztah s biskupským muzeem Vich udržováním velkého přátelství s José Gudiolem, s nímž se v roce 1907 podílel na expedici Katalánského institutu do Pyrenejí, která zahájila vědecké studium katalánského románského umění.

## Archiv Mas (Arxiu Mas)
Nachází se v Amatllerově institutu hispánského umění a založil jej Adolf Mas v roce 1900 pro komerční účely. Obsahuje asi 350 000 negativů, umělecká díla z oblasti architektury, sochařství, malířství atd., převážná většina pochází z období modernismu. Tento archiv, který poskytl Pelai Mas Castañeda (1891–1954), Adolfův syn, měl již v roce 1935 sto tisíc negativů a v roce 1941 se stal součástí Amatllerova institutu hispánského umění. Tento archiv obsahuje fotografie od jiných fotografů, jako jsou Antoni Amatller a José Gudiol.

## Galerie

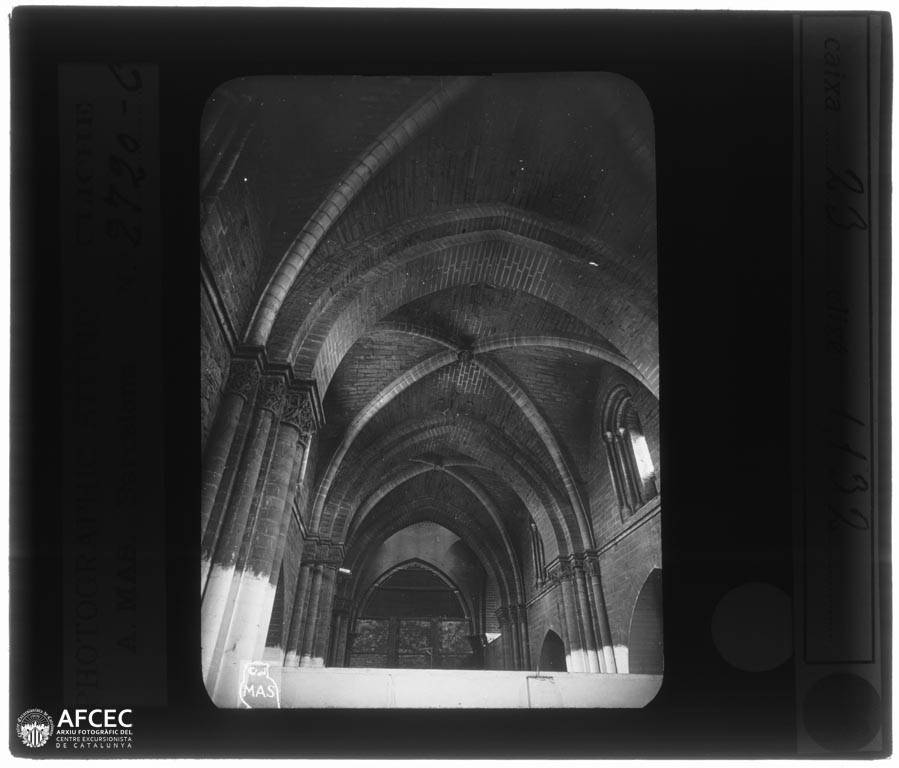
Voltes a l'interior del sostre de la Catedral de la Seu Vella de Lleida
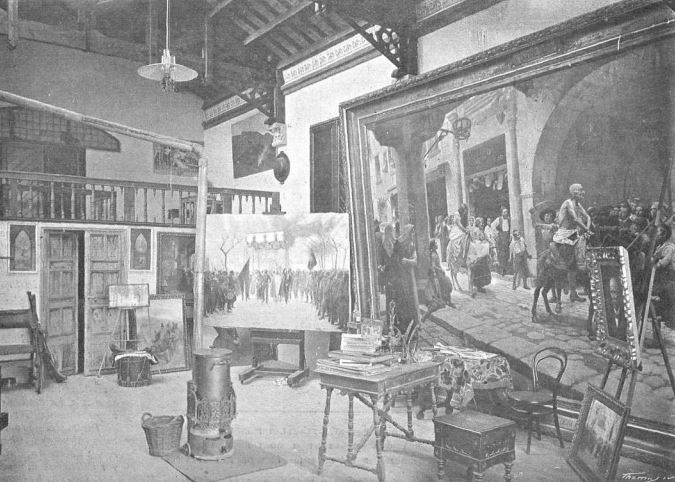
Torre Galofré Oller - taller
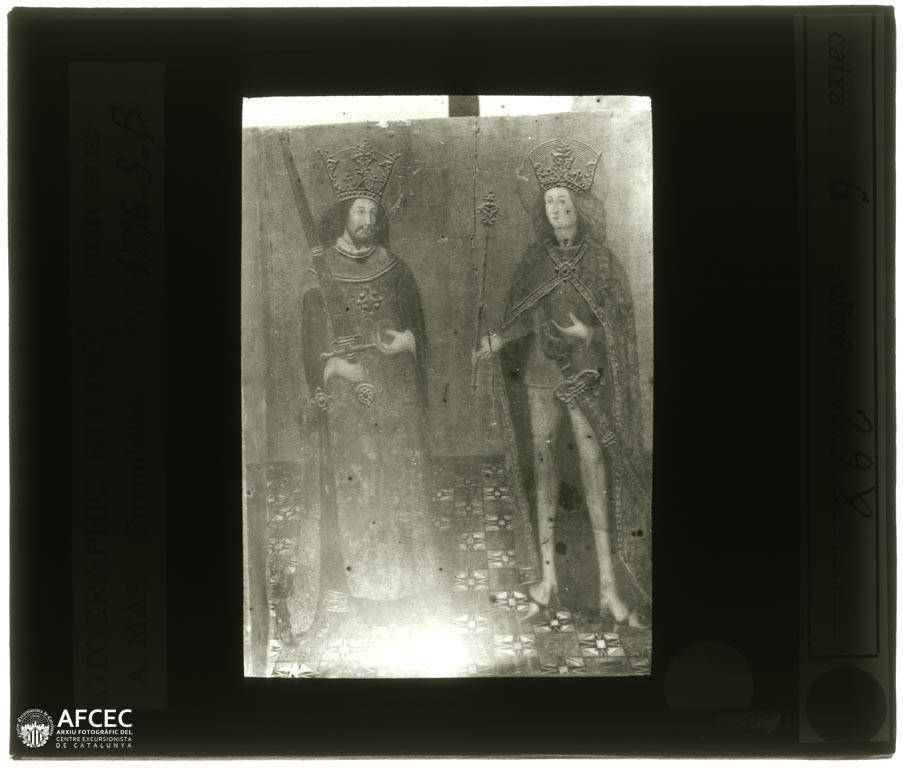
Retaule amb dos sants coronats de la col·lecció de Celestin Dupont
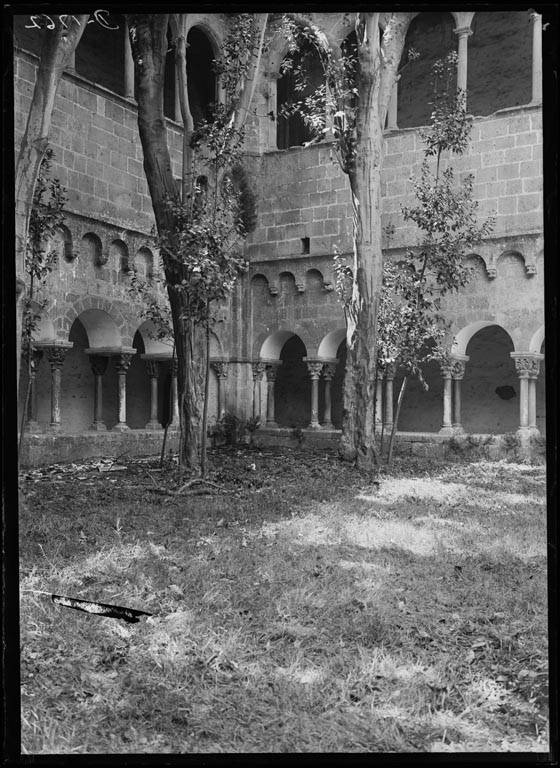
Claustre del monestir de Sant Cugat